# Puccinia naumovii
Puccinia naumovii ist eine Ständerpilzart aus der Ordnung der Rostpilze (Pucciniales). Der Pilz ist ein Endoparasit von Agropyron ramosum. Symptome des Befalls durch die Art sind Rostflecken und Pusteln auf den Blattoberflächen der Wirtspflanzen. Sie ist ein Endemit Kasachstans.

## Merkmale

### Makroskopische Merkmale
Puccinia naumovii ist mit bloßem Auge nur anhand der auf der Oberfläche des Wirtes hervortretenden Sporenlager zu erkennen. Sie wachsen in Nestern, die als gelbliche bis braune Flecken und Pusteln auf den Blattoberflächen erscheinen.

### Mikroskopische Merkmale
Das Myzel von Puccinia naumovii wächst wie bei allen Puccinia-Arten interzellulär und bildet Saugfäden, die in das Speichergewebe des Wirtes wachsen. Aecien oder Spermogonien der Art sind nicht bekannt. Die Uredien des Pilzes wachsen auf den Blattoberflächen der Wirtspflanze. Ihre orangen Uredosporen sind breit ellipsoid bis eiförmig, 20–30 × 16–19 µm groß und fein stachelwarzig. Die Telien der Art sind schwärzlich, bedeckt und kompakt. Die haselnussbraunen Teliosporen sind zwei- vierzellig, in der Regel zylindrisch und 39–86 × 13–24 µm groß; ihr Stiel äußerst kurz.

## Verbreitung
Das bekannte Verbreitungsgebiet von Puccinia naumovii umfasst lediglich Kasachstan.

## Ökologie
Die Wirtspflanze von Puccinia naumovii ist Agropyron ramosum. Der Pilz ernährt sich von den im Speichergewebe der Pflanzen vorhandenen Nährstoffen, seine Sporenlager brechen später durch die Blattoberfläche und setzen Sporen frei. Die Art verfügt über einen Entwicklungszyklus, von dem bislang lediglich Telien und Uredien sowie deren Wirt bekannt sind; Spermogonien und Aecien konnten dem Pilz nicht zugeordnet werden.